# Narycia trifasciana
Narycia trifasciana är en fjärilsart som beskrevs av Walker 1863. Narycia trifasciana ingår i släktet Narycia och familjen säckspinnare. Inga underarter finns listade i Catalogue of Life.